# Вавилонокіа

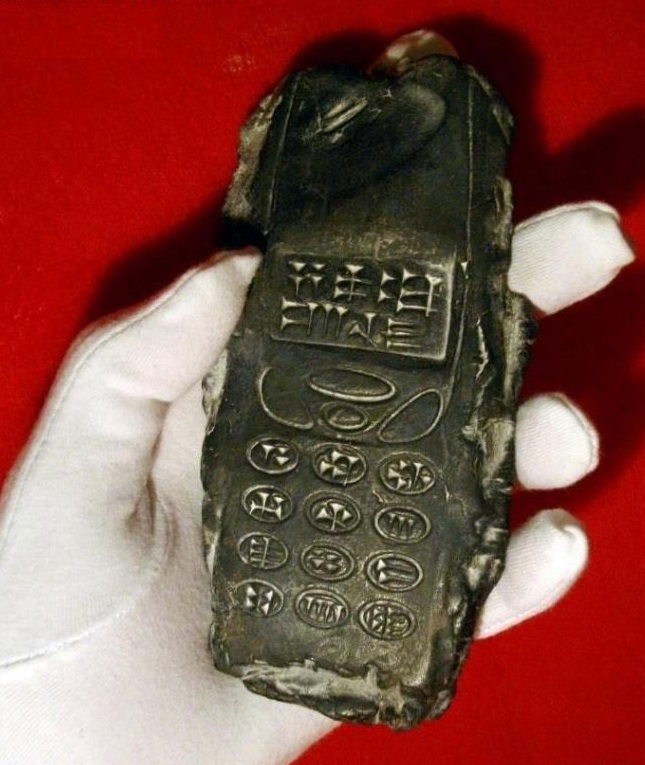
Вавилонокіа

Вавилонокіа (Вавилон-Нокіа) — художня скульптура, створена у 2012 Карлом Вайнґертнером, що являє собою глиняну табличку у вигляді мобільного телефона, на клавішах та екрані якого написи виконані клинописним письмом.
Створивши цей твір, Вайнґертнер вклав в нього ідею про еволюцію інформації зі стародавніх часів до сучасності. Прихильники маргінальної науки та псевдоархеології сприйняли фотографію витвору як знаходку 800-річної давнини. Ця версія здобула розголосу через відео на YouTube-каналі Paranormal Crucible, що призвело до висвітлення знімків у новинних ресурсах як справжньої загадкової знахідки.

## Витвір
Вайнґертнер створив глиняну табличку у вигляді мобільного телефону з клинописними написами у відповідь на виставку Берлінського музею комунікацій, що мала назву Від клинопису до СМС: комунікація в минулому та сьогодні, а також у відповідь на негативні глобальні ефекти інформаційних технологій. Написи виконано клинописом як відсилання на найперші записані джерела інформації.
Творець не вкладав жодного сенсу в те, що цей глиняний телефон є копією саме Ericsson S868, моделі з 1990-х,— цей твір є метафорою на мобільні пристрої загалом.
Витвір існує в єдиному екземплярі та зберігається творцем в спеціальному місці. Для музеїв та виставок передбачена можливість подати запит на тимчасове його виставлення. Витвір зроблено з глини, він важить 91 грам, розміром він приблизно 13,5 на 6,5 на 0,8 см[джерело?].

## Хибне сприйняття
Вайнґертнер опублікував знімок на Facebook під час розпродажу власних робіт. Під одним з постів коментатор вигадав цьому витвору назву «Вавилонокіа». Через три роки, це зображення з'явилось на новинному сайті Conspiracy Club із заголовком «В Австрії знайдено мобільний телефон 800-річної давності? Подивіться.» The Express також опублікував фото Вайнґертнера, не позначивши авторство, та заявив, що це артефакт, датований XIII сторіччям до н. е.
Вайнґартнер так прокоментував використання зображення псевдонаучними ресурсами та пресою: «Це зображення було ними використане без мого відома та без мого на те дозволу. […] Я цього не хотів. Я не вірю ані в НЛО, ані в прибульців.»